# Sete

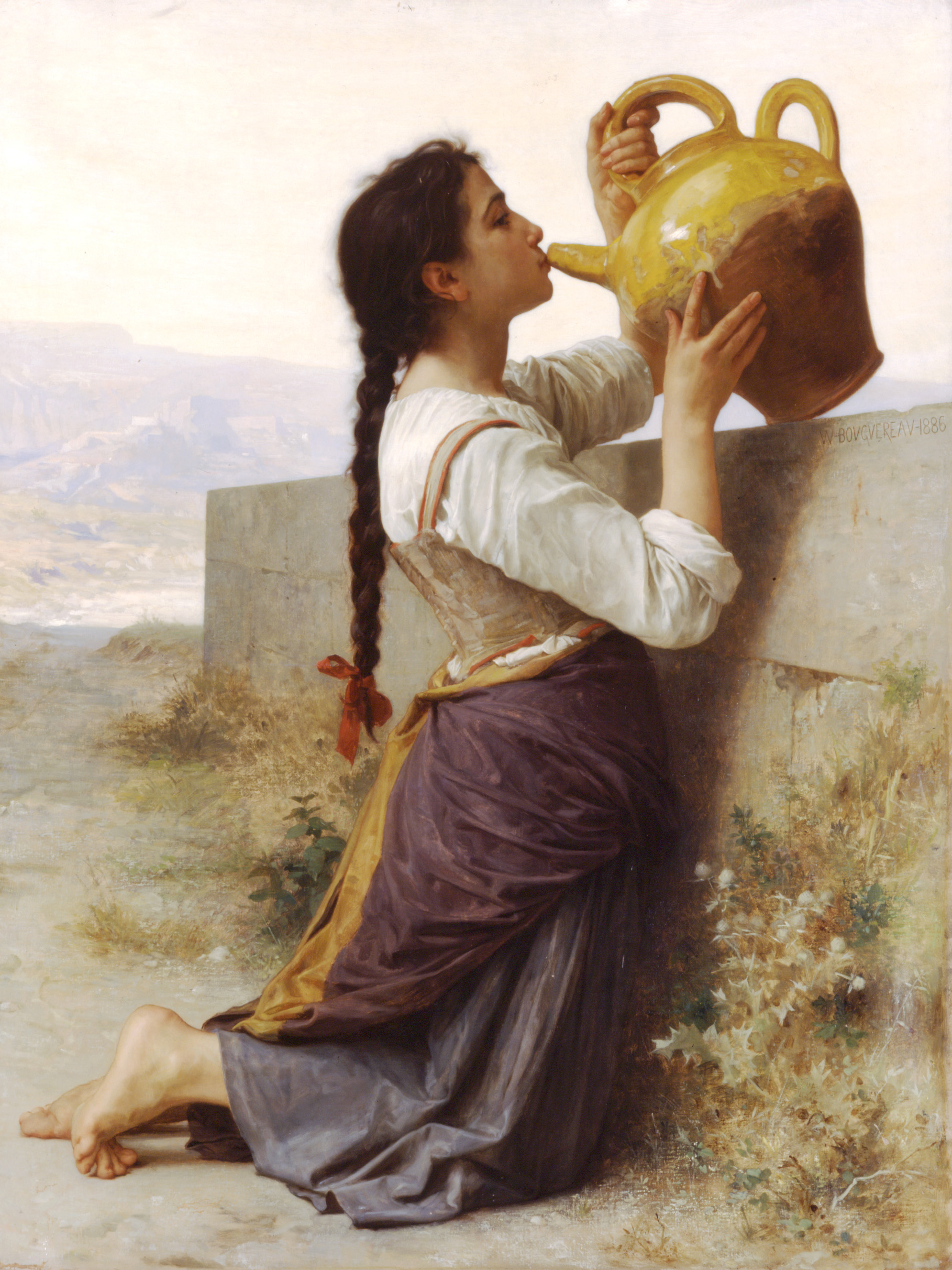
Setea (1886) de William-Adolphe Bouguereau

Setea este cerința de apă a unui organism, senzația de sete apare în scăderea cantității de apă din sânge și țesuturi și creșterea concentrației de săruri (sare). Dacă scade procentul de apă din organism aceasta va fi sezizată de senzorii sistemului nervos central care declanșează senzația de sete. O pierdere însemnată de lichide din țesuturi duce la tulburări renale și în final la deshidratare gravă numită exicoză, care poate determina moartea. Cantitatea zilnică de lichide necesară unui adult este considerată 2 litri. O parte provine din alimente fiind completată de consumul de apă.
Mecanismul de formare a senzației de sete este cauzată de:
- Cantitatea redusă de lichide și cea ridicată de săruri din sânge, stare sezizată de senzorii din creier
- In creier se formează senzația de sete
- In același timp este declanșat o producție de hormoni - ADH și aldosteron care determină reducerea pierderile de apă din organism.